# Tooele
Tooele es el nombre de una ciudad ubicada en el condado de Tooele en el estado estadounidense de Utah. En el año 2000 tenía una población de 22.502 habitantes y una densidad poblacional de 411,0 personas por km². 

## Geografía
Tooele se encuentra ubicado en las coordenadas 40°27′4″N 112°21′43″O / 40.45111, -112.36194. Según la Oficina del Censo, la localidad tiene un área total de 2,4 km² (0,9 mi²), de la cual toda es tierra.

## Demografía
Según la Oficina del Censo en 2000, había 22.502 personas y 113 familias residentes en el lugar, 95,03% de los cuales eran personas de raza blanca. 
Según la Oficina del Censo en 2000 los ingresos medios por hogar en la localidad eran de $43.862, y los ingresos medios por familia eran $48,490. Los hombres tenían unos ingresos medios de $37.373 frente a los $24.175 para las mujeres. La renta per cápita para la localidad era de $16,580. Aproximadamente 6,4% de la población de Tooele se encuentran por debajo del umbral de pobreza.